# Ferrari 250 GT Lusso
Ferrari 250 GT Berlinetta Lusso er en grand tourer, der blev fremstillet af den italienske bilfabrikant Ferrari fra 1962 til 1964. Den omtales nogle gange som GTL, GT/L eller blut LUsso, og den er større og mere luksuriøs end 250 GT Berlinetta. 250 GT Lusso, der ikke blev designet til at deltage i motorsport, og betragtes som en af de meste elegante Ferrarier.